# CTS부흥집회 오직예수
《CTS부흥집회 오직예수》는 코로나 시대 브라이언 박 목사님과 함께, 가정에서 현장의 감동을 그대로 느낄 수 있는 CTS기독교TV의 비대면 부흥집회 프로그램이다.

## MC
- 브라이언박(목사)
- 손재석(목사)